# Widehem
Widehem ([vidɑ̃]) est une commune française située dans le département du Pas-de-Calais en région Hauts-de-France.
La commune fait partie de la communauté d'agglomération des Deux Baies en Montreuillois qui regroupe 46 communes et compte 65 760 habitants en 2021.

## Géographie

### Localisation
Localisée dans le sud-ouest du département du Pas-de-Calais, Widehem est une commune située, à vol d'oiseau, à 6 km des plages de la Côte d'Opale, à 8 km au nord de la commune d'Étaples (aire d'attraction) et à 15 km au nord-ouest de la commune de Montreuil-sur-Mer (chef-lieu d'arrondissement).
Le territoire de la commune est limitrophe de ceux de six communes.
Les communes limitrophes sont Neufchâtel-Hardelot, Camiers, Dannes, Frencq, Halinghen et Lefaux.

### Géologie et relief
La superficie de la commune est de 7,2 km2 ; son altitude varie de 64  à   178 mètres.

### Hydrographie
La commune est située dans le bassin Artois-Picardie. Elle n'est drainée par aucun cours d'eau,.

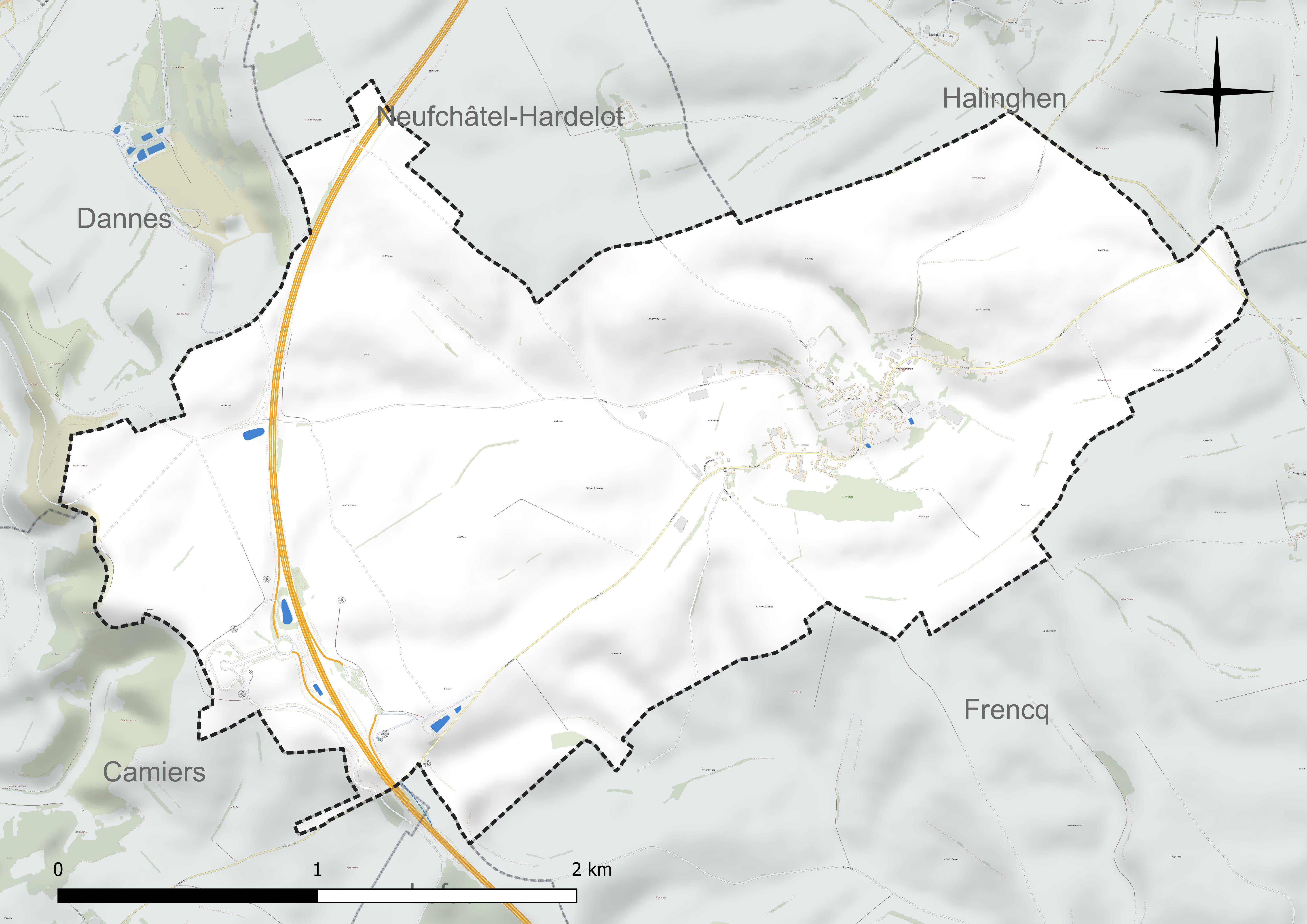
Réseau hydrographique de Widehem.

### Climat
Pour des articles plus généraux, voir Climat des Hauts-de-France et Climat du Pas-de-Calais.
En 2010, le climat de la commune est de type climat océanique franc, selon une étude du CNRS s'appuyant sur une série de données couvrant la période 1971-2000. En 2020, Météo-France publie une typologie des climats de la France métropolitaine dans laquelle la commune est exposée à un climat océanique et est dans la région climatique Côtes de la Manche orientale, caractérisée par un faible ensoleillement (1 550 h/an) ; forte humidité de l'air (plus de 20 h/jour avec humidité relative > 80 % en hiver), vents forts fréquents.
Pour la période 1971-2000, la température annuelle moyenne est de 10,1 °C, avec une amplitude thermique annuelle de 13,2 °C. Le cumul annuel moyen de précipitations est de 900 mm, avec 13 jours de précipitations en janvier et 8,9 jours en juillet. Pour la période 1991-2020, la température moyenne annuelle observée sur la station météorologique la plus proche, située sur la commune du Touquet-Paris-Plage à 9 km à vol d'oiseau, est de 11,2 °C et le cumul annuel moyen de précipitations est de 888,8 mm,. Pour l'avenir, les paramètres climatiques de la commune estimés pour 2050 selon différents scénarios d'émission de gaz à effet de serre sont consultables sur un site dédié publié par Météo-France en novembre 2022.

### Paysages
Pour un article plus général, voir Paysage en France.
La commune est située à la jonction de deux paysages tels qu'ils sont définis dans l'atlas de paysages de la région Nord-Pas-de-Calais, conçu par la direction régionale de l'Environnement, de l'Aménagement et du Logement (DREAL),.
- le « paysage montreuillois », qui concerne 98 communes, se délimite : à l'Ouest par des falaises qui, avec le recul de la mer, ont donné naissance aux bas-champs ourlées de dunes ; au Nord par la boutonnière du Boulonnais ; au sud par le vaste plateau formé par la vallée de l'Authie, et à l'Est par les paysages du Ternois et de Haut-Artois. Ce paysage régional, avec, dans son axe central, la vallée de la Canche et ses nombreux affluents comme la Course, la Créquoise, la Planquette…, offre une alternance de vallées et de plateaux, appelée « ondulations montreuilloises ». Dans ce paysage, et plus particulièrement sur les plateaux, on cultive la betterave sucrière, le blé et le maïs, et les plateaux entre la Ternoise et la Créquoise sont couverts de vastes massifs forestiers comme la forêt d'Hesdin, les bois de Fressin, Sains-lès-Fressin, Créquy…[12] ;
- le « paysage des dunes et estuaires d'Opale », qui concerne 23 communes, s'étend le long de la côte sur environ 30 kilomètres, de la baie d'Authie à Équihen-Plage, et sur deux à quatre kilomètres de large. Les paysages des dunes et des estuaires cèdent la place aux abrupts des falaises, au niveau d'Equihen-Plage. Les dunes littorales se sont constituées récemment, depuis le Moyen Âge, et ont envahi le relief intérieur en constituant des dunes plaquées sur les falaises fossiles, spécificité locale. Les résurgences de sources au pied de ces falaises proviennent de la nappe de la craie et sont à l'origine de nombreux ruisseaux et zones humides dans les Bas-Champs, surtout visibles entre Étaples et Rang-du-Fliers.

Ce paysage des dunes et estuaires d'Opale est constitué : d'un peu plus de 40% de dunes et de plages, dont 28 % d'espaces dunaires, dont certains sont boisés comme à Hardelot-Plage et au Touquet-Paris-Plage ; de 22 et 25 % au niveau de la baie d'Authie et des Bas Champs, Bas Champs majoritairement en prairies ; de 20 % par les communes et d'un peu plus de 5 % par les cours d'eau et les marais arrière-littoraux, entre Merlimont et Rang-du-Fliers, comme le marais de Balançon défini réseau Natura 2000.

### Milieux naturels et biodiversité

#### Espace protégé et géré
La protection réglementaire est le mode d'intervention le plus fort pour préserver des espaces naturels remarquables et leur biodiversité associée.
Dans ce cadre, on trouve, sur le territoire de la commune, un terrain géré (location, convention de gestion) par le Conservatoire d'espaces naturels des Hauts-de-France : les coteaux et carrière de Dannes - Camiers (parcelle maitrise d'usage), d'une superficie de 88 hectares.

#### Zone naturelle d'intérêt écologique, faunistique et floristique
L'inventaire des zones naturelles d'intérêt écologique, faunistique et floristique (ZNIEFF) a pour objectif de réaliser une couverture des zones les plus intéressantes sur le plan écologique, essentiellement dans la perspective d'améliorer la connaissance du patrimoine naturel national et de fournir aux différents décideurs un outil d'aide à la prise en compte de l'environnement dans l'aménagement du territoire.
Le territoire communal comprend une ZNIEFF de type 1 : les coteaux crayeux de Dannes et de Camiers, d'une superficie de 347 hectares et d'une altitude variant de 28  à   175 mètres. Cette ZNIEFF est située sur le versant pentu d'une falaise de craie fossile d'un intérêt géomorphologique majeur.

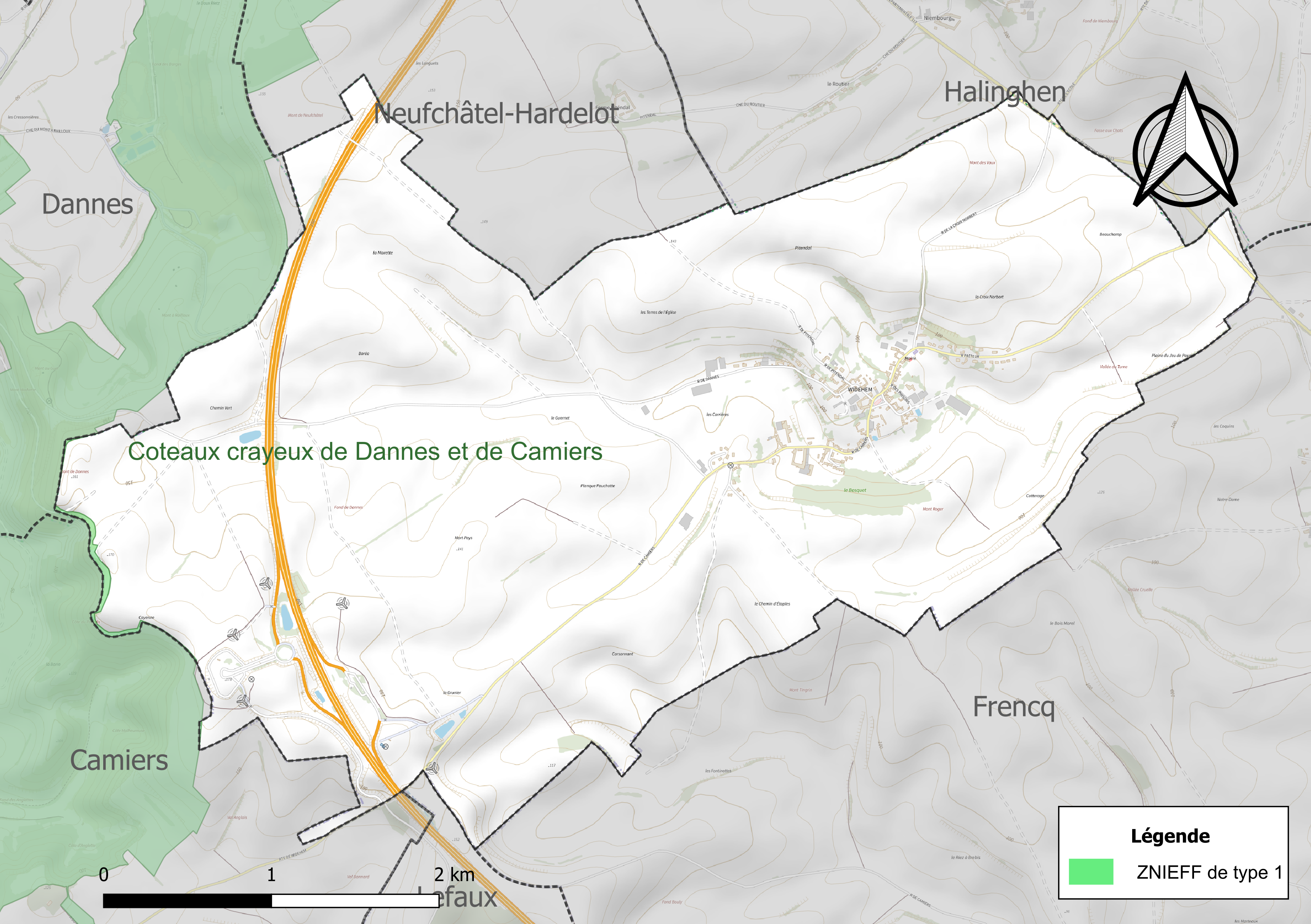
Carte de la ZNIEFF sur la commune.

## Urbanisme

### Typologie
Au 1er janvier 2024, Widehem est catégorisée commune rurale à habitat dispersé, selon la nouvelle grille communale de densité à sept niveaux définie par l'Insee en 2022.
Elle est située hors unité urbaine. Par ailleurs la commune fait partie de l'aire d'attraction d'Étaples - Le Touquet-Paris-Plage, dont elle est une commune de la couronne,. Cette aire, qui regroupe 21 communes, est catégorisée dans les aires de moins de 50 000 habitants,.

### Occupation des sols
L'occupation des sols de la commune, telle qu'elle ressort de la base de données européenne d'occupation biophysique des sols Corine Land Cover (CLC), est marquée par l'importance des territoires agricoles (96,1 % en 2018), une proportion sensiblement équivalente à celle de 1990 (96,3 %). La répartition détaillée en 2018 est la suivante : 
terres arables (88,8 %), prairies (7,2 %), zones urbanisées (3,7 %), mines, décharges et chantiers (0,2 %), zones agricoles hétérogènes (0,1 %). L'évolution de l'occupation des sols de la commune et de ses infrastructures peut être observée sur les différentes représentations cartographiques du territoire : la carte de Cassini (XVIIIe siècle), la carte d'état-major (1820-1866) et les cartes ou photos aériennes de l'IGN pour la période actuelle (1950 à aujourd'hui).

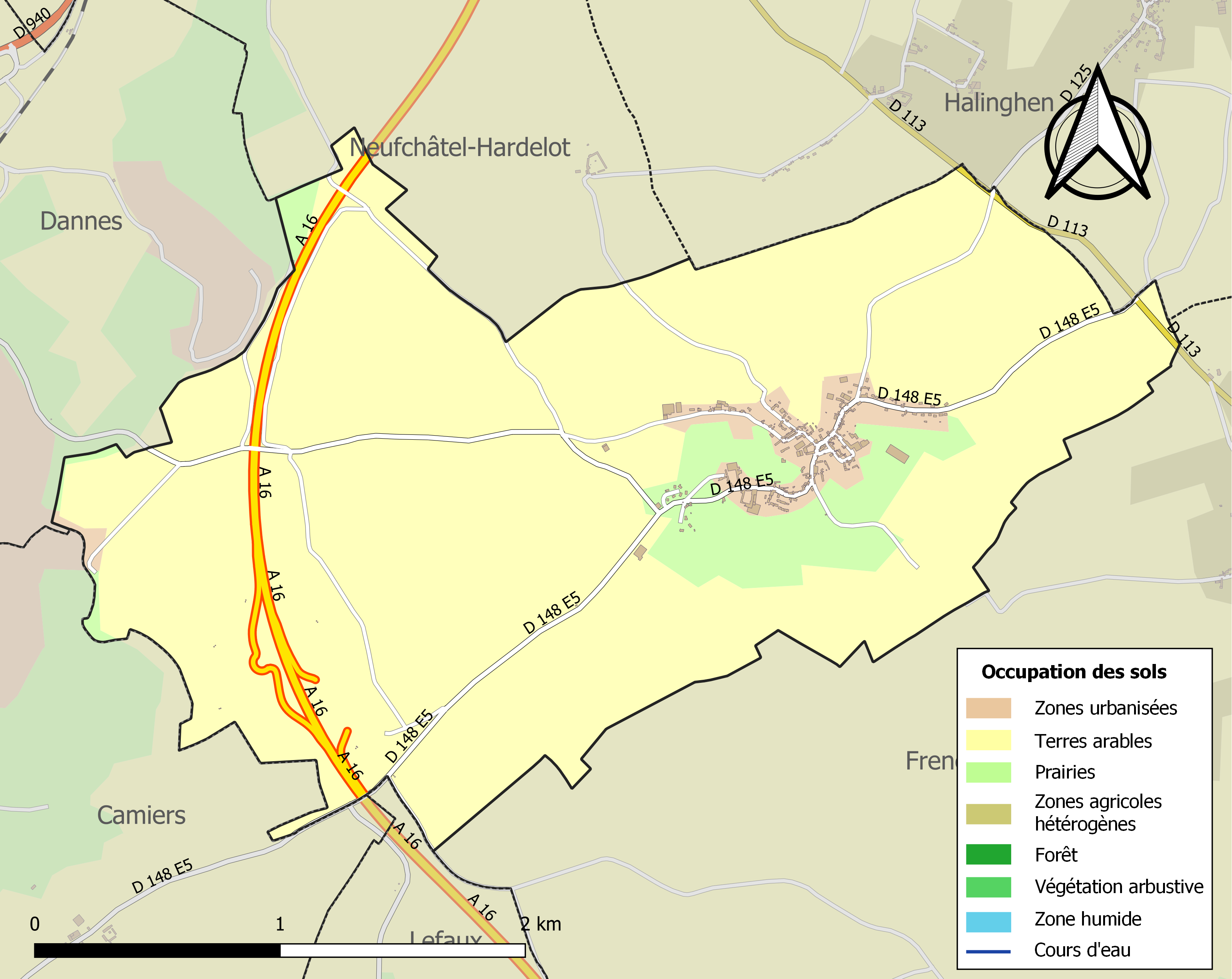
Carte des infrastructures et de l'occupation des sols de la commune en 2018 (CLC).

### Énergie
Une centrale éolienne est présente sur la commune, forte de six aérogénérateurs (48 m de diamètre, 70 m de haut), produit 13 millions de kWh par an envoyés sur le réseau EDF, l'équivalent de la consommation de 6 500 ménages. Au début de son exploitation en 1998, ses machines étaient les plus puissantes d'Europe. 
Des panneaux de vulgarisation technique sont situés sur le parc dans un espace de détente aménagé par la municipalité.

### Risques naturels et technologiques

#### Risque inondation
À la suite du passage des tempêtes Ciarán, Domingos et Elisa et des inondations et coulées de boue qui se sont produites, la commune est reconnue, par arrêté du 14 novembre 2023, en état de catastrophe naturelle pour inondations et coulées de boue sur la période du 2 au 12 novembre 2023, comme 179 autres communes du département.

## Toponymie
Le nom de la localité est attesté sous les formes : Winingahem en 838; Widingaham en 877; Widingahammum en 891; Vuidengaham au IXe siècle; Widehem en 1311; Wuidehen en 1553; Wydehen en 1559; Huidehen en 1730; Widehen en XVIIIe siècle, Widehent puis Widehem (depuis 1801).
Ernest Nègre voit dans le nom de Widehem l'anthroponyme germanique Wido suivi de -ingen « gens (de) » + heim « demeure, maison », donnant la « demeure du peuple de Wido ». La forme heim citée par Ernest Nègre est celle, attestée, du vieux haut allemand, alors que celle de l'ancien saxon et l'ancien néerlandais est hēm, toutes remontent à un germanique occidental hypothétique *haim.
Remarque : Maurits Gysseling cite un “Widingaham” sous les formes UUindingaham en 844 - 864 (+ diverses copies); [in] UUidingahammo en 961 (+ diverses copies), qu'il n'identifie pas mais qu'il considère plus ou moins proche de Clairmarais, commune située à 60 km de Widehem. Les premières formes anciennes sont identiques à celle de Widehem  (à l'exception de celle de 838), or elles se terminent par -ham(mum). En outre, -ham correspond au vieil anglais hām et à l'ancien français ham (> hamel > hameau). C'est pourquoi il préfère proposer une interprétation différente de la série des toponymes en -ing-hem communs au nord de la France et en Belgique (également sous les formes évoluées -egem, -igem, francisée eng-hain, etc.), à savoir : le germanique hamma « langue de terre se projetant dans un terrain pouvant être inondé », précédé « des gens de Wido ». Cette explication pourrait correspondre au site des falaises de Widehem.
La commune s'appelle Widem en néerlandais.

## Histoire
Une ancienne route considérée par certains érudits comme une ancienne voie romaine passait à Widehem, venant de Frencq et allant à Neufchâtel-Hardelot.
Widehem (Vuidengaham) est citée dans le cartulaire de l'abbaye Saint-Bertin de Saint-Omer, dans un acte datant de 856-859.
La seigneurie de Widehem a appartenu par succession aux Du Crocq en 1477, De Wandonne en 1540, De Maulde en 1614, De La Guèze en 1643, De La Wespierre en 1659, D'Isques en 1674, Vidart de Saint-Clair en 1740, Antoine était mayeur à Boulogne, il hérita de la propriété de sa mère, Marie-Madeleine Vidar.
Puis la propriété fut vendue à la Révolution à : De Dixmude (ou Disquemue) de Hames de 1750 à 1790, De Dixmude de Montbrun en 1800, De Guizelin en 1808, Van Robais en 1900.

## Politique et administration

### Découpage territorial
La commune se trouve dans l'arrondissement de Montreuil du département du Pas-de-Calais.

#### Commune et intercommunalités
La commune a fait partie, de 1999 à 2016, de la communauté de communes mer et terres d'Opale et, depuis le 1er janvier 2017, elle fait partie de la communauté d'agglomération des Deux Baies en Montreuillois (CA2BM) dont le siège est basé à Montreuil.

#### Circonscriptions administratives
La commune faisait partie du canton d'Étaples, depuis la loi du 22 décembre 1789 reprise par la constitution de 1791, qui divise le royaume (la République en septembre 1792), en communes, cantons, districts et départements.
Dans le cadre du redécoupage cantonal de 2014 en France, elle demeure rattachée au canton d'Étaples qui passe de 19 à 15 communes.

#### Circonscriptions électorales
Pour l'élection des députés, la commune fait partie, depuis 1986, de la quatrième circonscription du Pas-de-Calais.

### Élections municipales et communautaires

#### Liste des maires
|}

## Équipements et services publics
→ Conseils pour la rédaction de cette section.

## Population et société

### Démographie
Les habitants de la commune sont appelés les Widehemois.

#### Évolution démographique
L'évolution du nombre d'habitants est connue à travers les recensements de la population effectués dans la commune depuis 1793. Pour les communes de moins de 10 000 habitants, une enquête de recensement portant sur toute la population est réalisée tous les cinq ans, les populations de référence des années intermédiaires étant quant à elles estimées par interpolation ou extrapolation. Pour la commune, le premier recensement exhaustif entrant dans le cadre du nouveau dispositif a été réalisé en 2004.

En 2022, la commune comptait 247 habitants, en évolution de +0,82 % par rapport à 2016 (Pas-de-Calais : −0,72 %, France hors Mayotte : +2,11 %).
| 1793 | 1800 | 1806 | 1821 | 1831 | 1836 | 1841 | 1846 | 1851 |
| ---- | ---- | ---- | ---- | ---- | ---- | ---- | ---- | ---- |
| 341  | 341  | 360  | 341  | 349  | 360  | 347  | 351  | 355  |

| 1856 | 1861 | 1866 | 1872 | 1876 | 1881 | 1886 | 1891 | 1896 |
| ---- | ---- | ---- | ---- | ---- | ---- | ---- | ---- | ---- |
| 308  | 303  | 283  | 325  | 329  | 364  | 373  | 365  | 315  |

| 1901 | 1906 | 1911 | 1921 | 1926 | 1931 | 1936 | 1946 | 1954 |
| ---- | ---- | ---- | ---- | ---- | ---- | ---- | ---- | ---- |
| 331  | 316  | 302  | 282  | 309  | 293  | 280  | 245  | 248  |

| 1962 | 1968 | 1975 | 1982 | 1990 | 1999 | 2004 | 2006 | 2009 |
| ---- | ---- | ---- | ---- | ---- | ---- | ---- | ---- | ---- |
| 248  | 232  | 195  | 175  | 229  | 249  | 255  | 254  | 269  |

| 2014 | 2019 | 2022 | - | - | - | - | - | - |
| ---- | ---- | ---- | - | - | - | - | - | - |
| 243  | 243  | 247  | - | - | - | - | - | - |

#### Pyramide des âges
La population de la commune est relativement jeune. Le taux de personnes d'un âge supérieur à 60 ans (16,4 %) est en effet inférieur au taux national (21,6 %) et au taux départemental (19,8 %).
À l'instar des répartitions nationale et départementale, la population féminine de la commune est supérieure à la population masculine. Le taux (50,6 %) est du même ordre de grandeur que le taux national (51,6 %).
La répartition de la population de la commune par tranches d'âge est, en 2007, la suivante :
- 49,4 % d'hommes (0 à 14 ans = 18,8 %, 15 à 29 ans = 20,3 %, 30 à 44 ans = 18 %, 45 à 59 ans = 29,3 %, plus de 60 ans = 13,6 %) ;
- 50,6 % de femmes (0 à 14 ans = 14,7 %, 15 à 29 ans = 19,9 %, 30 à 44 ans = 22,1 %, 45 à 59 ans = 24,3 %, plus de 60 ans = 19,1 %).

| Hommes | Classe d’âge | Femmes |
| ------ | ------------ | ------ |
| 0,8    | 90 ans ou +  | 0,0    |
| 3,0    | 75 à 89 ans  | 10,3   |
| 9,8    | 60 à 74 ans  | 8,8    |
| 29,3   | 45 à 59 ans  | 24,3   |
| 18,0   | 30 à 44 ans  | 22,1   |
| 20,3   | 15 à 29 ans  | 19,9   |
| 18,8   | 0 à 14 ans   | 14,7   |

| Hommes | Classe d’âge | Femmes |
| ------ | ------------ | ------ |
| 0,2    | 90 ans ou +  | 0,8    |
| 5,1    | 75 à 89 ans  | 9,1    |
| 11,1   | 60 à 74 ans  | 12,9   |
| 21,0   | 45 à 59 ans  | 20,1   |
| 20,9   | 30 à 44 ans  | 19,6   |
| 20,4   | 15 à 29 ans  | 18,5   |
| 21,3   | 0 à 14 ans   | 18,9   |

### Sports et loisirs
De nombreux parcours de randonnées nature sont possibles à partir de la place où le parking est assuré et gratuit. Un circuit cyclotouristique de 18 km traverse le village.

## Économie
→ Conseils pour la rédaction de cette section.

### Entreprises et commerces
Plusieurs activités au village : couvreur, esthéticienne, un bureau d'études, une entreprise de création et d'entretien de jardin, un atelier de vitrail, des gîtes ruraux, etc.
L'usine à la sortie du village, vers les éoliennes, fabrique en nombre limité de mini-pièces pour la chirurgie, l'aéronautique et l'aérospatial. Une dizaine d'ouvriers spécialisés emploient des machines d'une extrême précision pour façonner métal ou plastique au micromètre près. Quelques artisans participent également à l'économie du village mais les activités principales restent la polyculture et l'élevage.
Les exploitations sont importantes, entre 90 et 260 ha. Sept familles d'agriculteurs sont encore en activité aujourd'hui et pratiquent les cultures céréalières et l'élevage de vaches laitières principalement.

## Culture locale et patrimoine

### Lieux et monuments
- L'église du village de Widehem, dédiée à saint Wulmer, fut construite au XVe siècle, par l'abbaye de Samer dont elle dépendait. Son architecture néogothique possédait deux travées dont une aveugle. Au XVIIIe siècle, lors de la restauration du chœur, une nouvelle nef de trois travées du même style et une sacristie furent construites à l'initiative de M. Lefebvre, curé d'Halinghen, dont dépendait la paroisse à cette époque. Le clocher est resté à sa position d'origine entre le chœur et la nouvelle nef, se trouvant ainsi au centre de l'édifice. La technique en damiers (moellons de grès et morceaux de silex trouvés sur place, dans les champs, lors des labours) du curieux soubassement fut utilisée  également pour de nombreuses églises environnantes. L'utilisation de la craie pour les murs était fréquente en raison de l'importante présence de ce matériau dans le sous-sol.

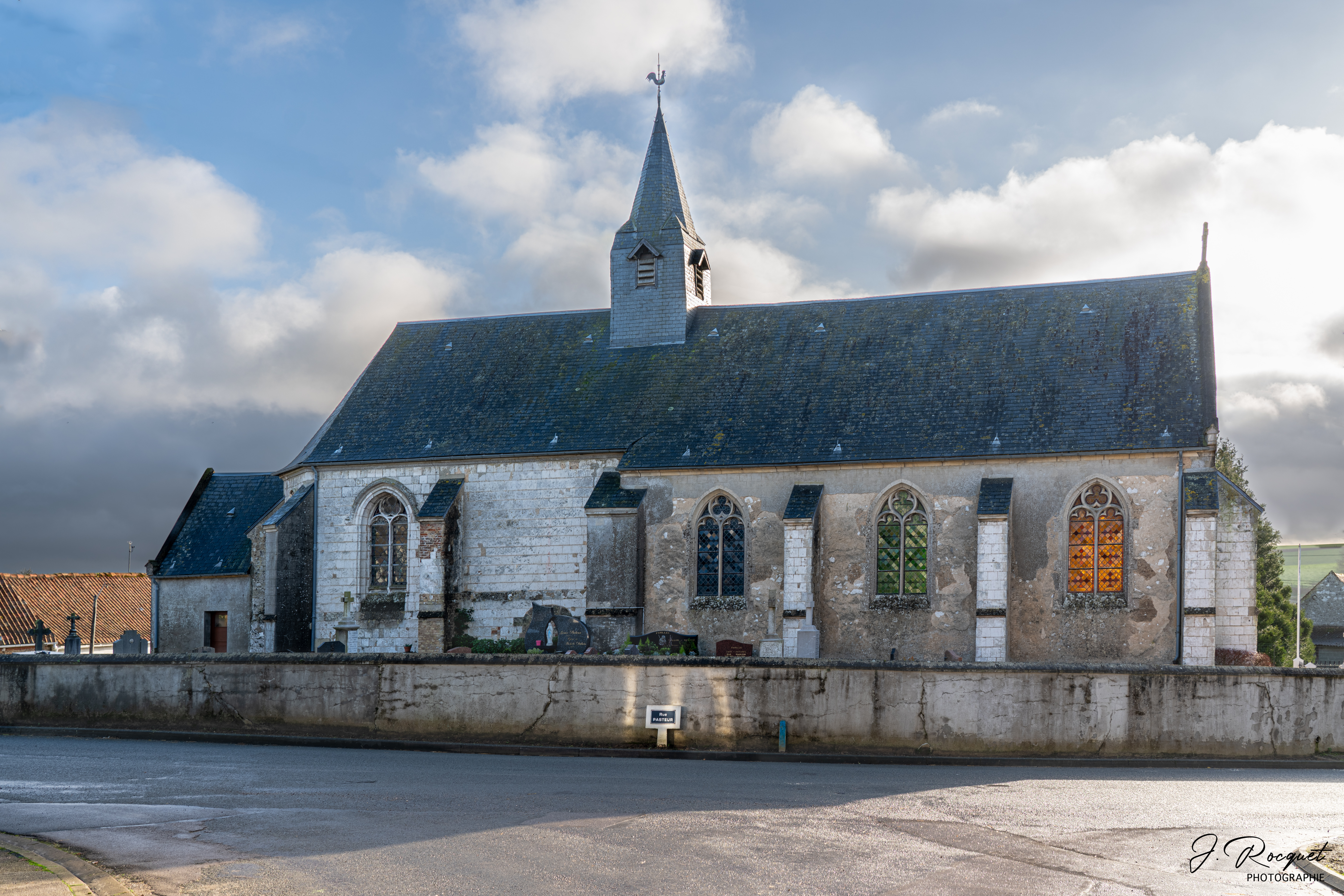
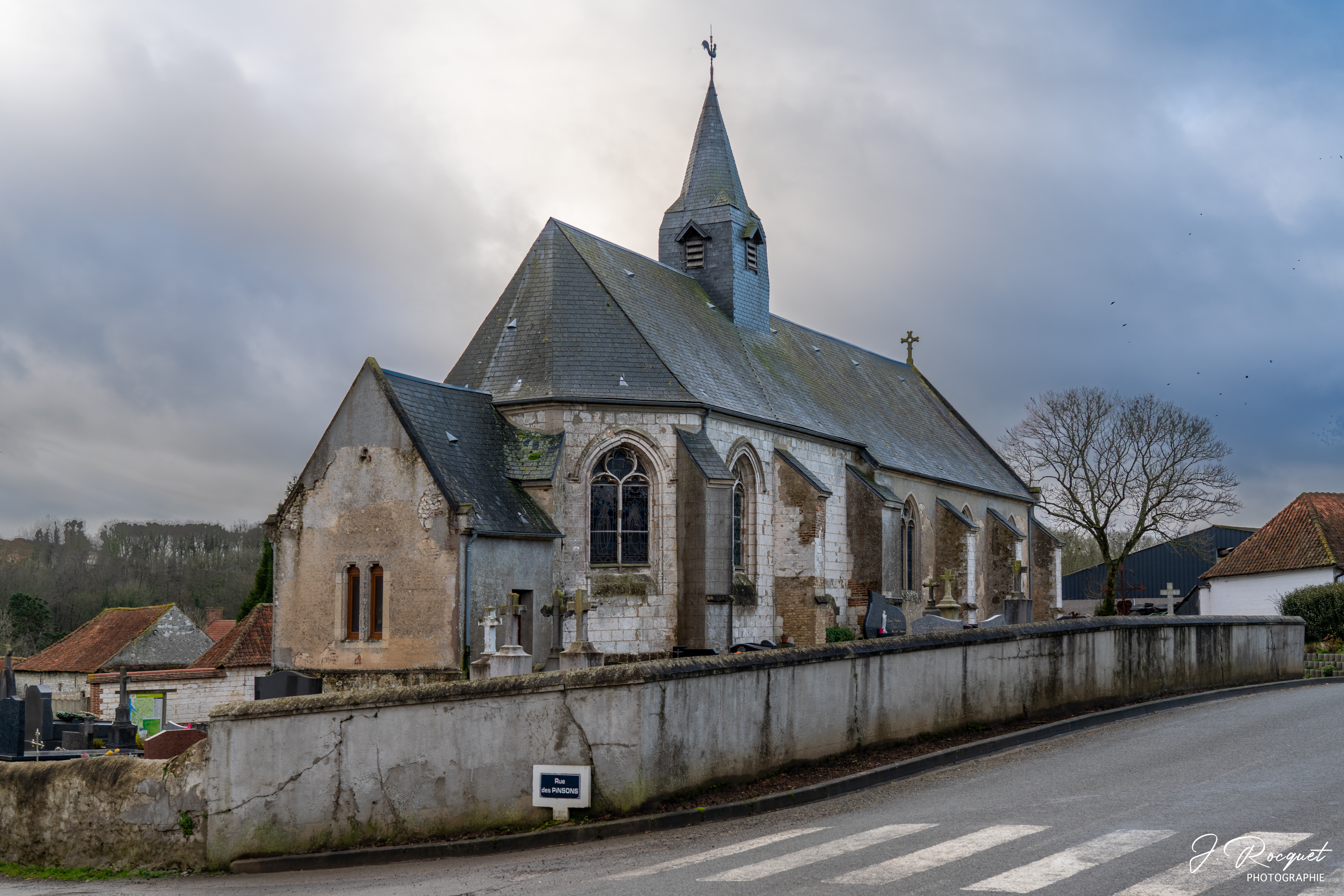
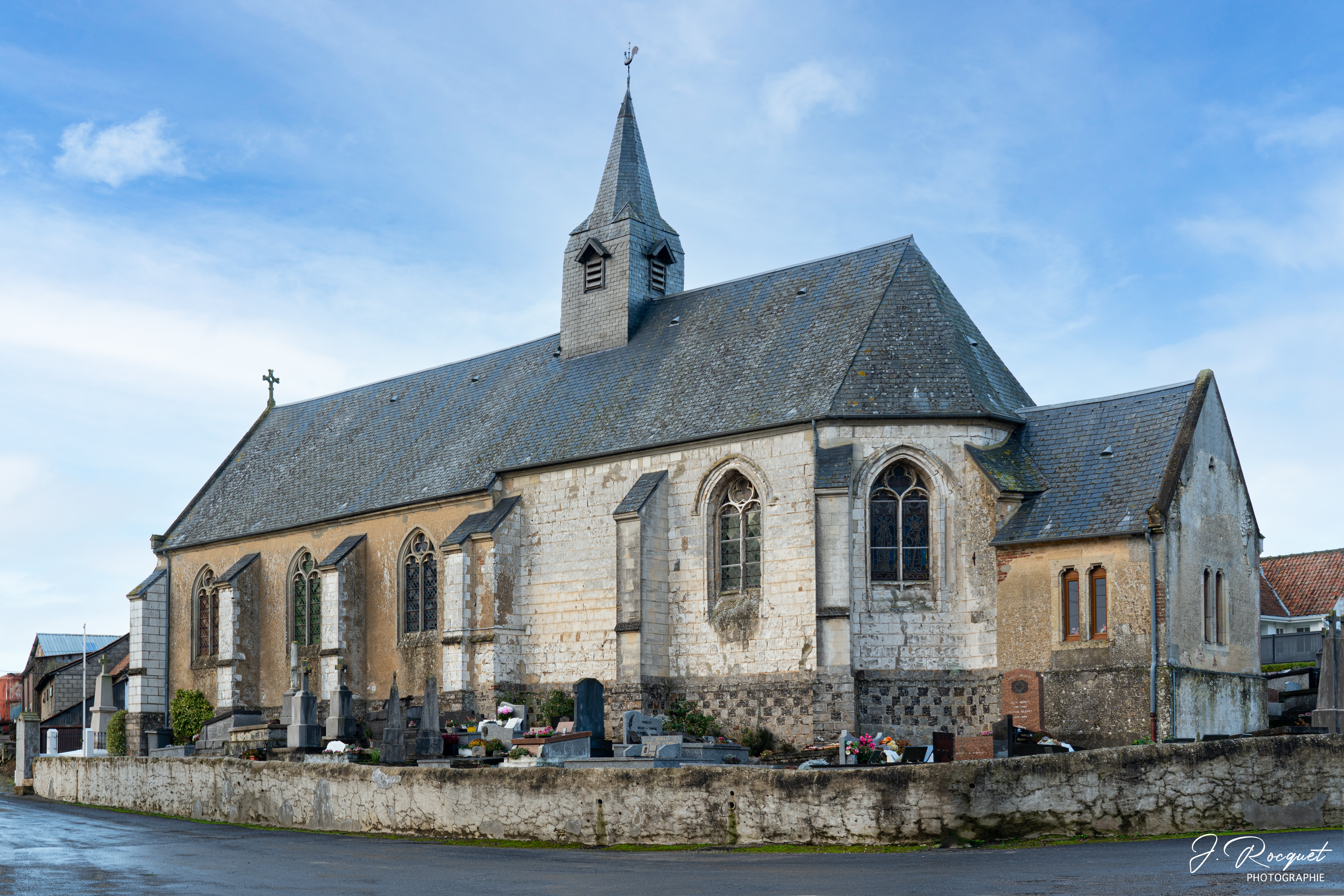
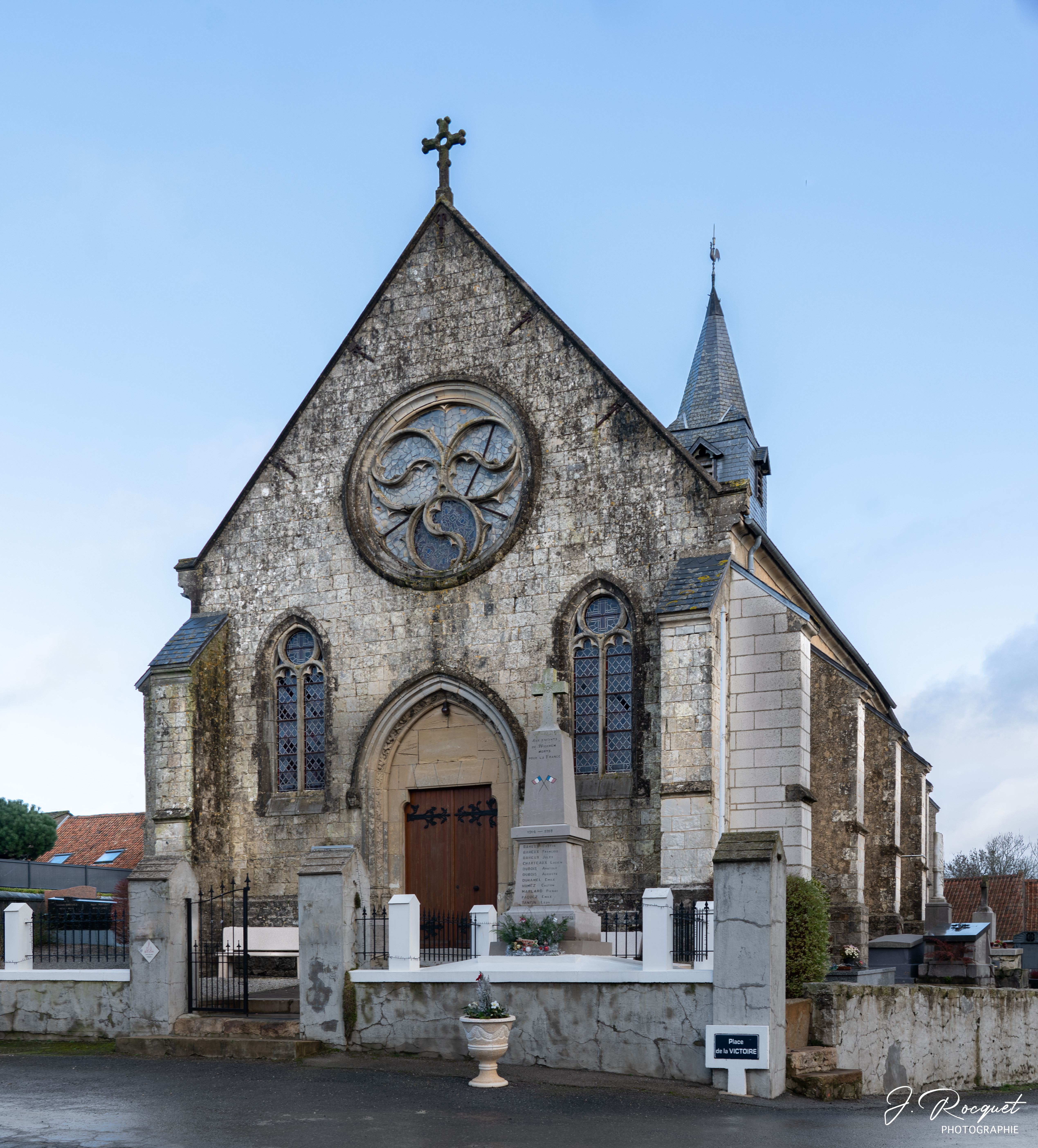
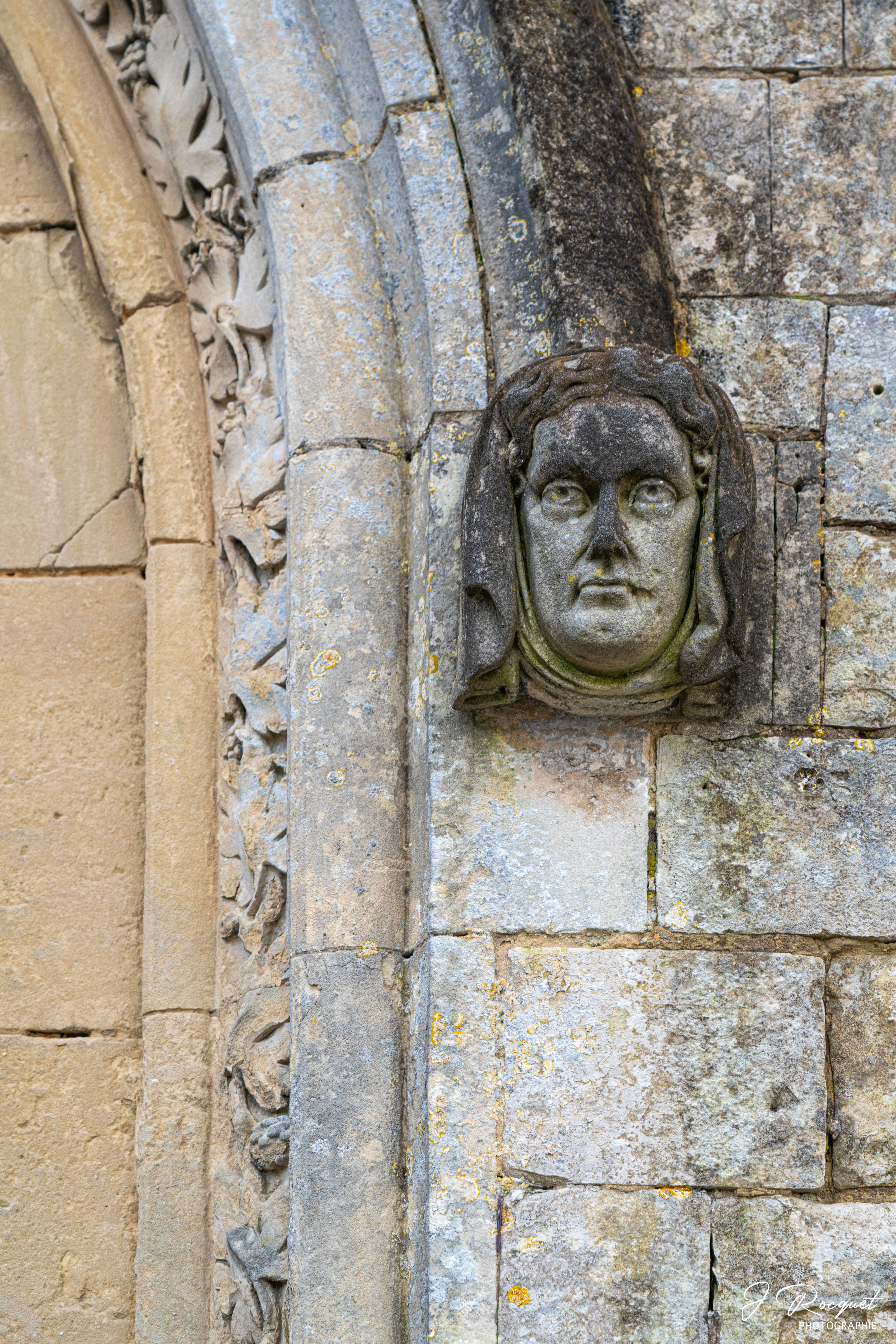
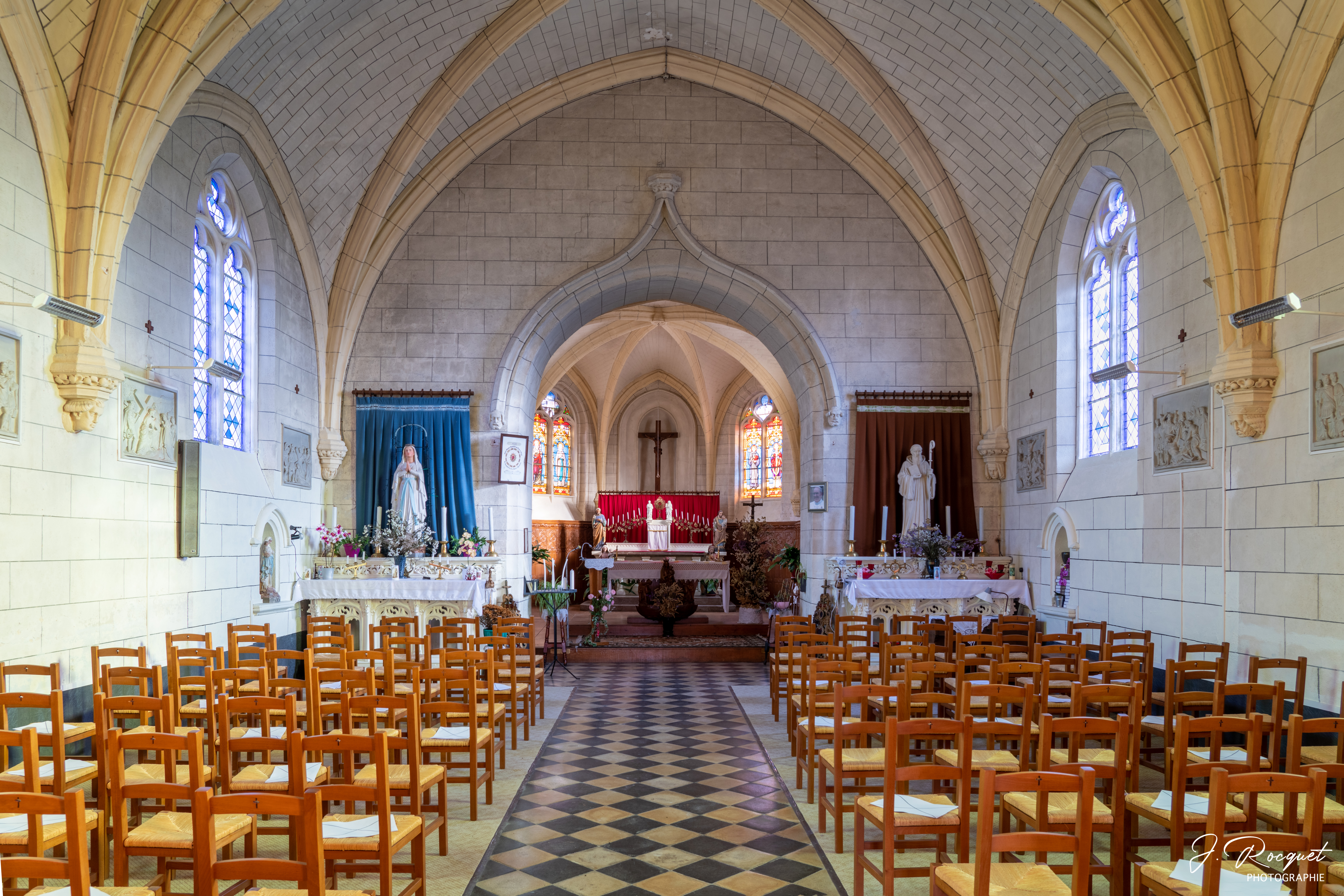

Dans la partie originelle de l'église, les voûtes d'ogive reposent sur des culs-de-lampe et petits chapiteaux dont les colonnettes ont disparu. Ils sont historiés et traduisent le style et les symboles médiévaux. Ces éléments sont recouverts d'une épaisse couche d'enduit qui mériterait d'être retirée pour que les détails des sculptures soient visibles. On remarque quelques personnages curieux : celui vu de dos avec une large chevelure tenant deux volatiles, un autre de face, bien campé sur ses avant-bras et un troisième, bouche ouverte (trop, semble-t-il, puisqu'elle fut comblée ultérieurement) avec une capuche laissant dépasser ses oreilles pointues. Un animal fantastique sortant d'une coquille, deux dragons se faisant face semblent se provoquer, saint Michel enfonce son bouclier dans la gueule du dragon.

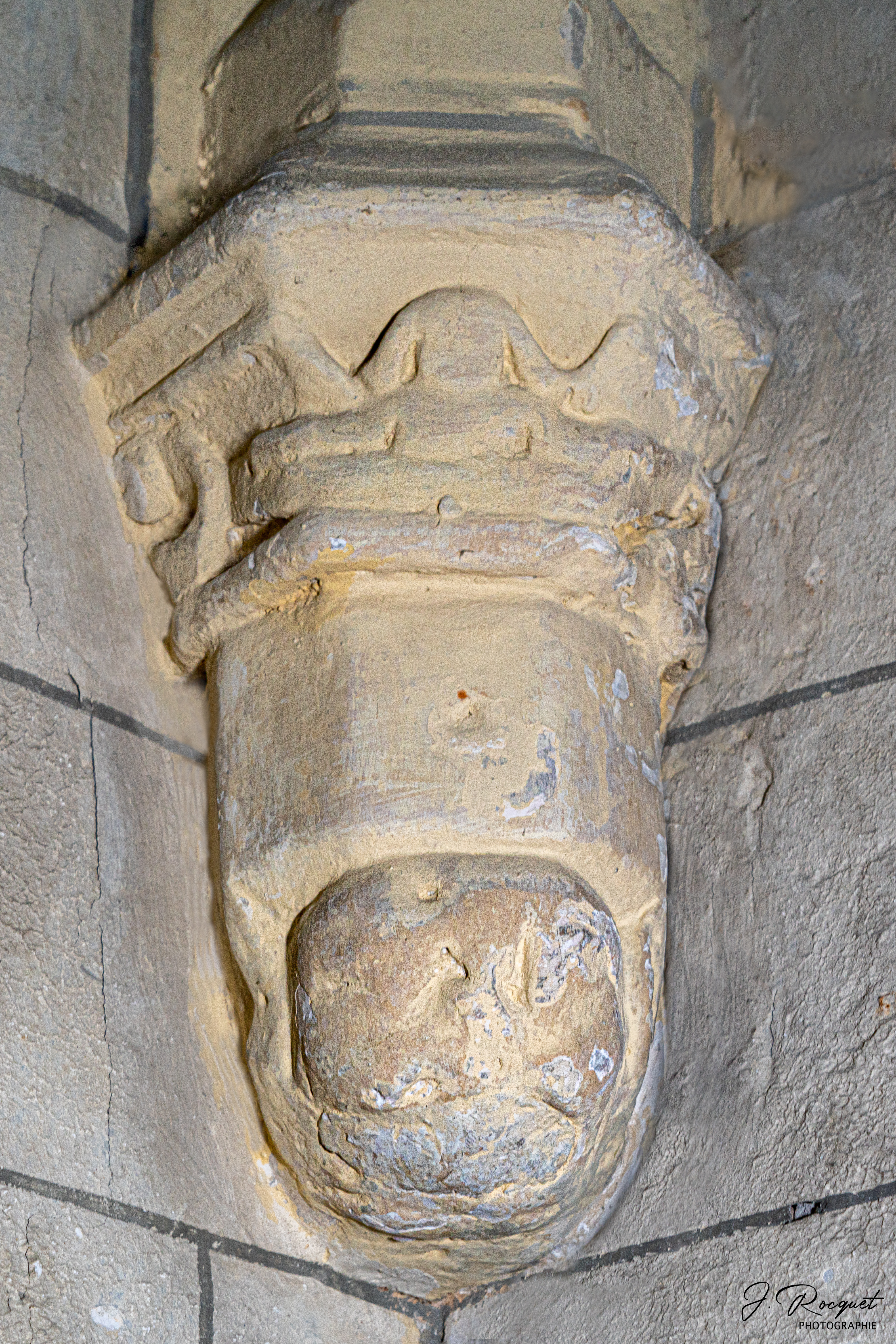
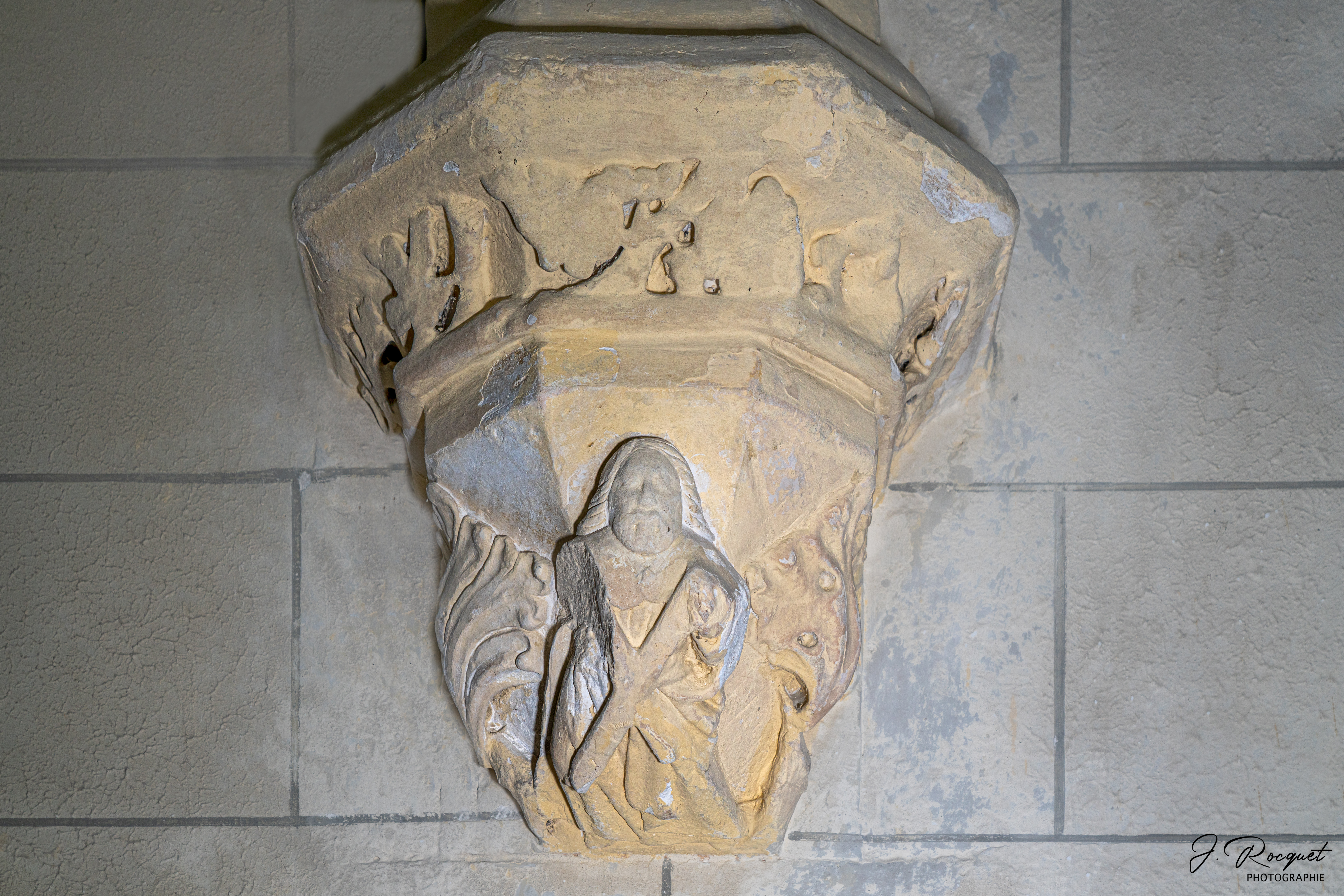
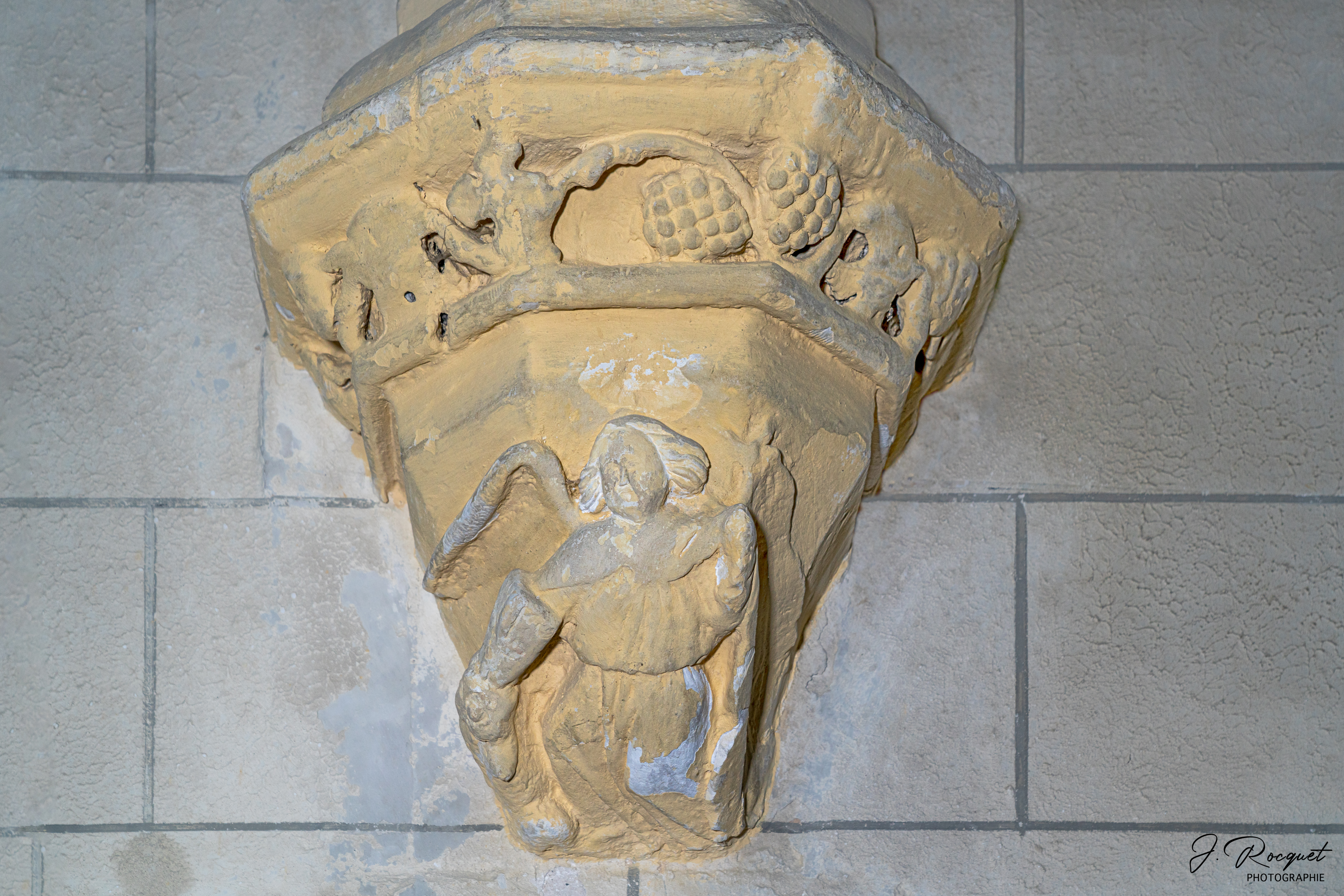
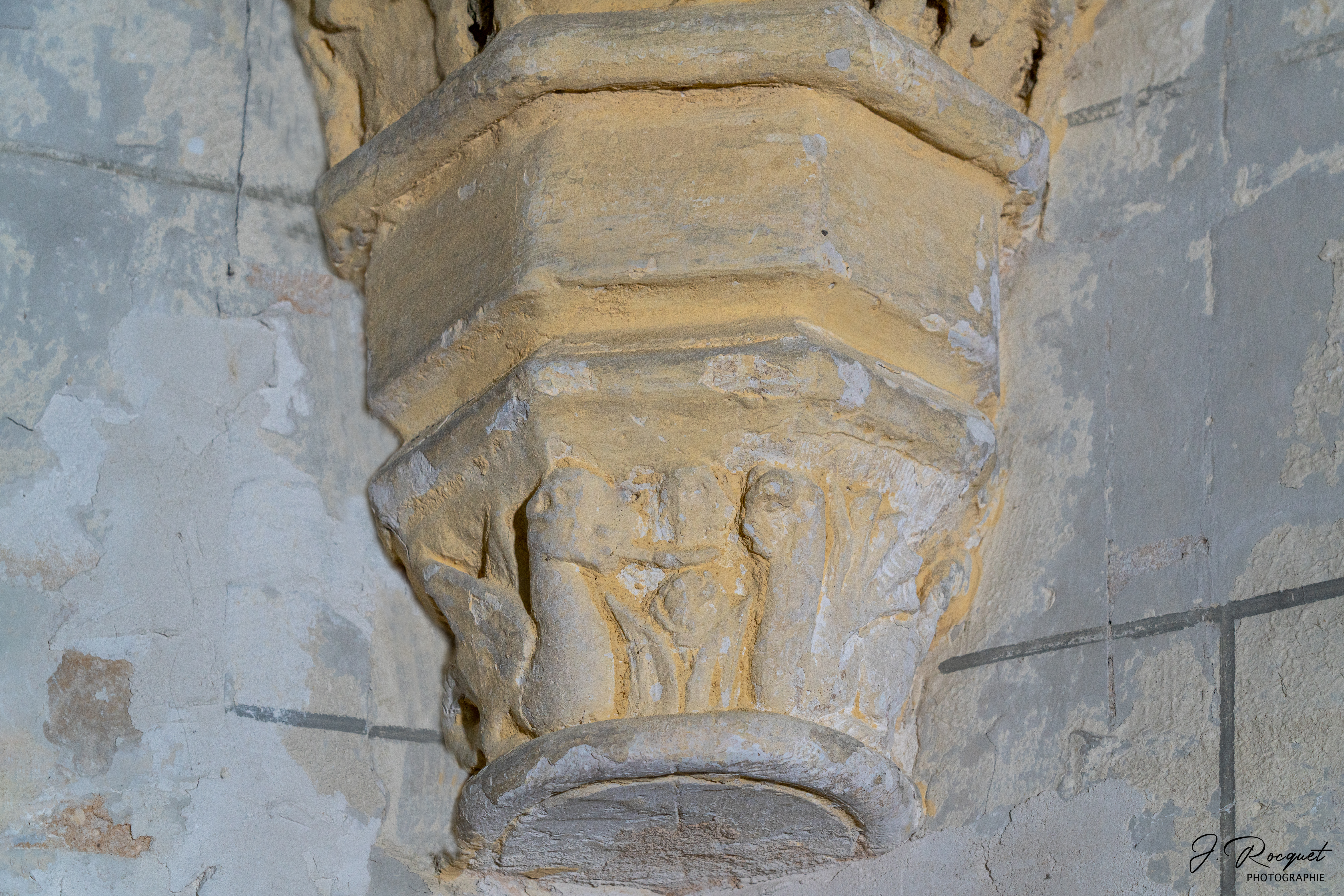
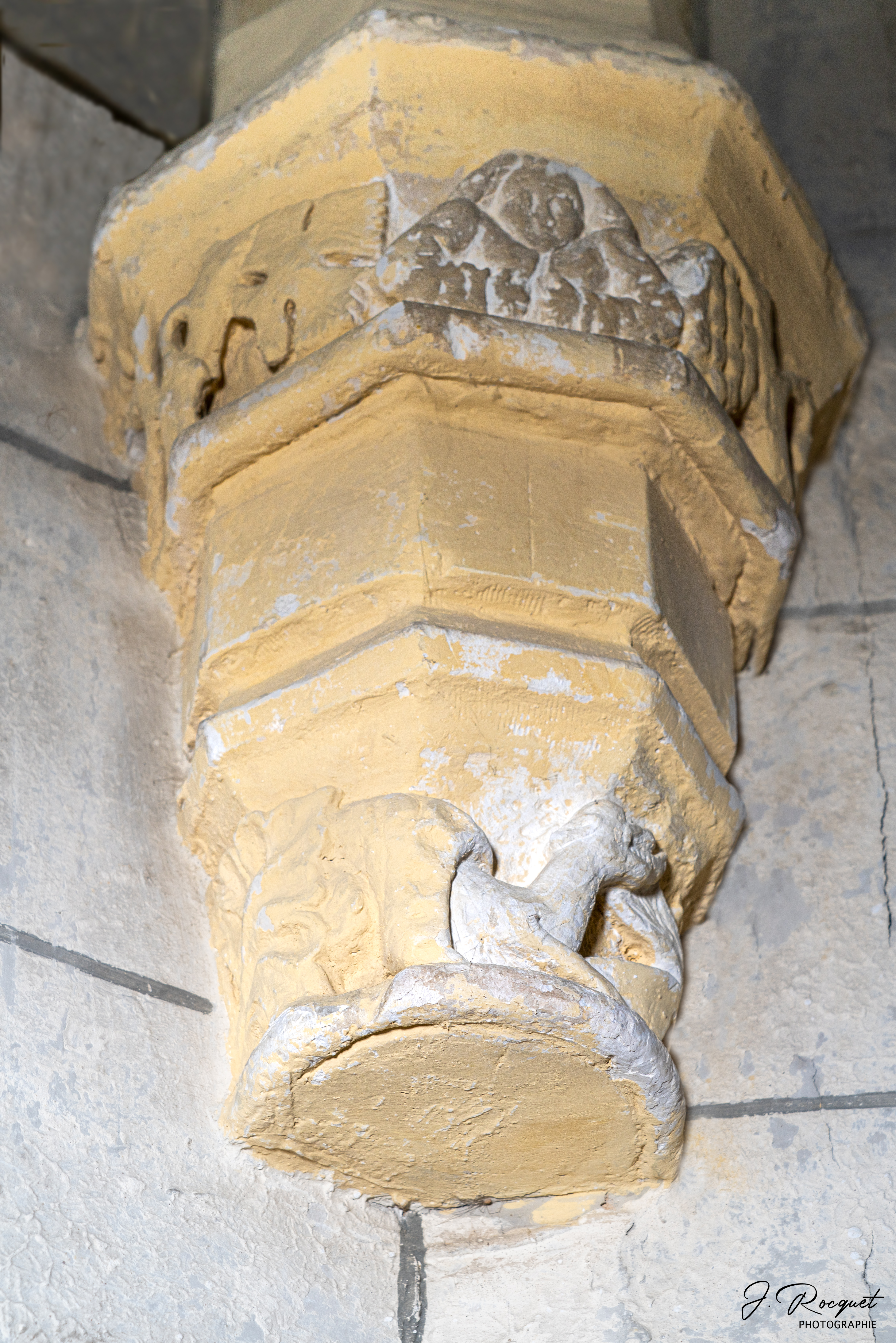

Les deux verrières peintes du chœur datent de 1891. Réalisées par l'atelier rémois Vermonet, elles présentent saint Wulmer et saint Liévin, deuxième patron de la paroisse puis l'Immaculée Conception et sainte Philomène. La présence de sainte Philomène pourrait être justifiée par une dévotion très populaire à l'époque au curé d'Ars (canonisé seulement en 1925) qui consacra  à cette sainte une adoration sans limite. De nombreuses églises des régions proches de Fruges et de Saint-Pol vénèrent également cette martyre dont l'existence même n'est pas réellement prouvée. Sur les deux roses du réseau, on distingue (difficilement car la grisaille est  affectée) le sanctuaire de Lourdes et la basilique du Sacré-Cœur de Paris. Celle-ci, en construction au moment de la réalisation de la verrière, présente quelques inexactitudes, le peintre s'étant inspiré probablement de documents ou de plans encore imprécis.

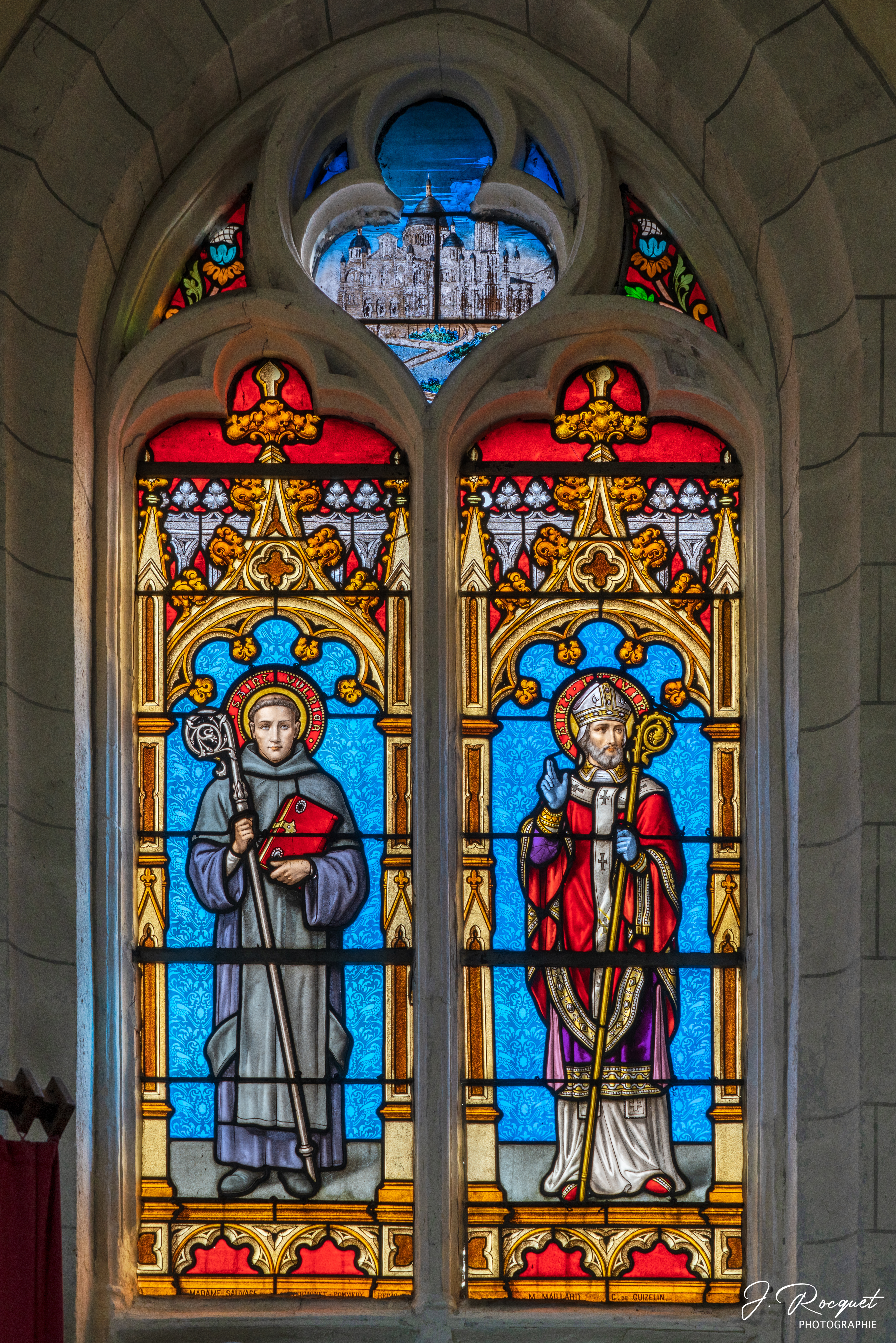
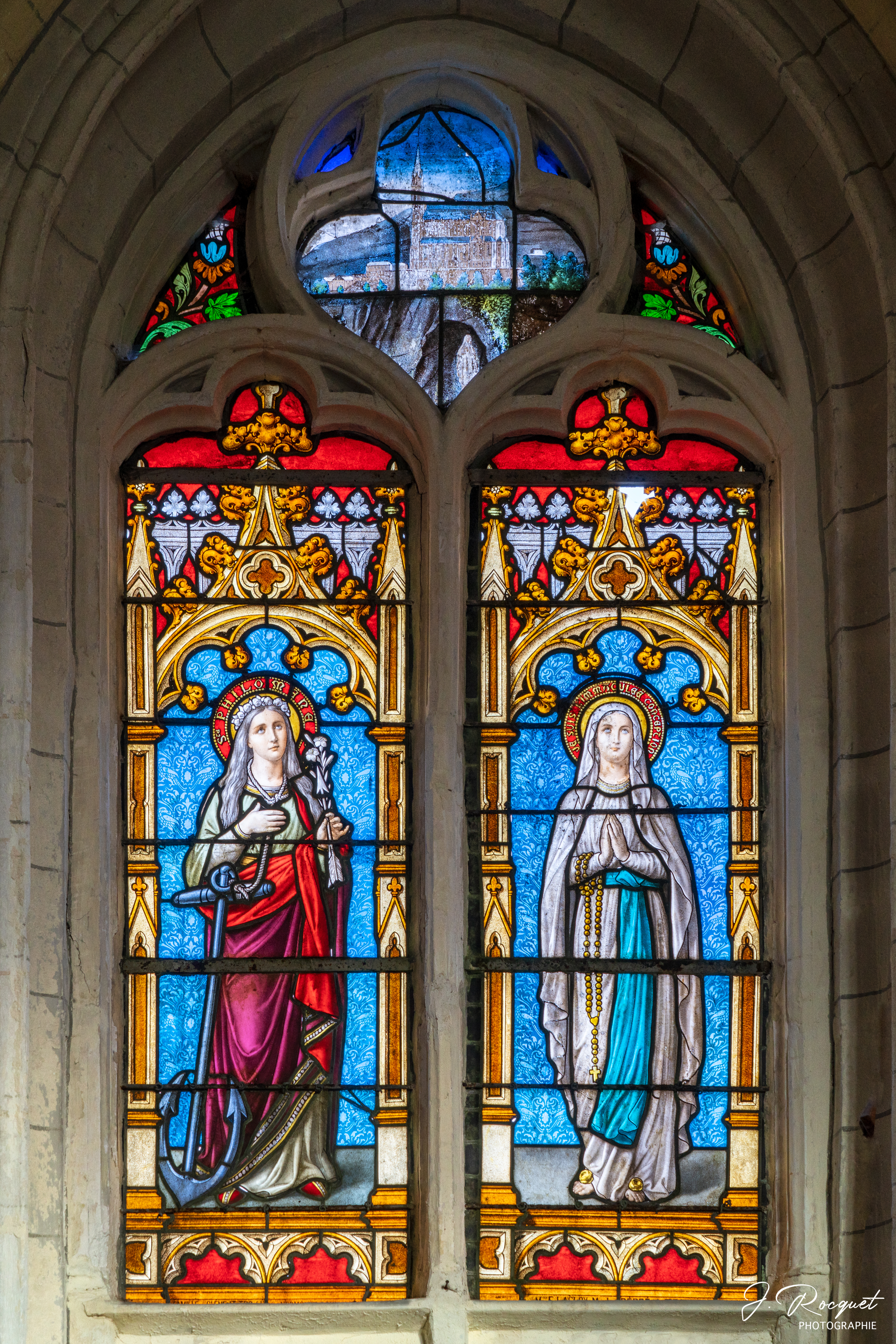

- Sur la place du village un ancien charretil (petit hangar agricole destiné à recevoir une charrette) datant du XVe siècle a été restauré. Il est devenu un lieu de rencontre, de repos ouvert au public, aux randonneurs. Des bancs, une fontaine ont été installés. Ce petit bâtiment fait écho à l'église, les matériaux sont identiques
- Quelques vieilles fermes traditionnelles : celle du Grand Broutal, un manoir construit au début du XVIIe siècle a appartenu à Armand du Campe de Rosamel qui fut maire de Frencq en 1885. Son cousin Enguerrand du Campe de Rosamel  en hérita et vendit la propriété. La ferme du Petit Broutal, située route de Dannes, fut construite en 1722. Sur un pignon, on remarque la trace d'un ancien porget, passage qu'utilisaient les piétons pour entrer dans la cour. C'est l'élevage de moutons dans ces fermes qui est à l'origine du mot broutal.
- Le manoir (le château) de Widehem, devenue une exploitation agricole après avoir servi de maison de campagne à la famille De Dixmude au XVIIe siècle, se situe au centre du village. On peut voir sur le linteau d'une porte un écusson avec une fleur de lys. Ce symbole royal devait être détruit à la Révolution  sous peine de châtiment. Il fut probablement préservé par conviction car les habitants de Widehem n'étaient pas favorables au nouveau régime.
- Le monument aux morts. Les noms des onze soldats widehemois tombés durant la Première Guerre mondiale y figurent[41].

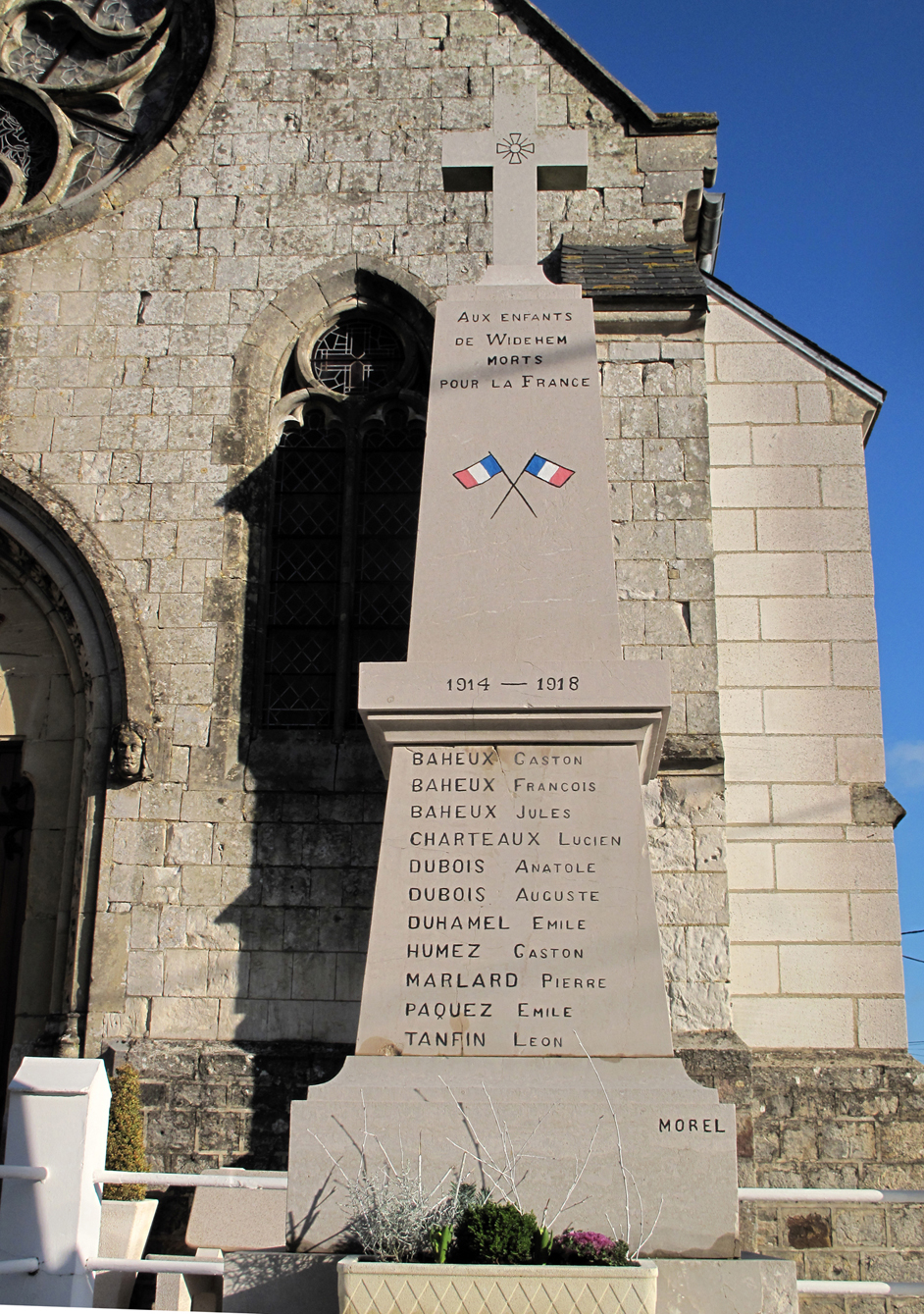

### Héraldique
| Blason de Widehem | Blason  | Parti : au 1er de gueules à trois dards d'argent posés en pal, rangées en fasce, la pointe en bas, soutenus de trois autres dards montants du même, passés en pal et en sautoir, au 2d d'argent au chevron de gueules accompagné de trois chardons de sinople. |
| Blason de Widehem | Détails | Armes des Vidart de Saint-Clair, derniers seigneurs de la commune en 1740. Le statut officiel du blason reste à déterminer. |

## Pour approfondir